# Pentila pauli
Pentila pauli är en fjärilsart som beskrevs av Otto Staudinger 1888. Pentila pauli ingår i släktet Pentila och familjen juvelvingar. Inga underarter finns listade i Catalogue of Life.